# Trembling Before G-d
Trembling Before G-d је амерички документарни филм из 2001. који говори ортодоксним јеврејима хомосексуалцима и њиховој борби да помире своју сексуалност са својом вером. Филм је режирао Санди Симша Дубовски, који је желео да упореди ставове ортодоксног јудаизма према хомосексуалности са сопственим васпитањем у складу са принципима конзервативног јудаизма. Филм је добио неколико награда, укључујући и Теди награду за најбољи документарни филм на Берлинском филмском фестивалу 2001, као и награду за најбољи документарни филм на Међународном филмском фестивалу у Чикагу исте године.
Филм прати животе неколико ортодоксних јевреја хомосексуалне оријентације и обухвата интервјуе са рабинима и психотерапеутима о ставовима ортодоксног јудаизма према хомосексуалности. Током шест година продукције филма Дубовски је упознао на стотине хомосексуалаца Јевреја, али је само неколицина пристала да буде снимана због страха да ће бити изопштени из својих заједница. Лица многих који су пристали да буду интервјуисани су сакривена или је приказана само њихова силуета. Већина учесника су амерички Јевреји, уз једног британског и једног израелског Јевреја.